# 乐业镇 (哈尔滨市)
乐业镇是中国黑龙江省哈尔滨市松北区下辖的一个镇，于2001年正式建镇，时位于呼兰县西部，2004年划归松北区管辖。

## 行政区划
乐业镇下辖以下地区：
台屯社区、将军村、阳光村、丰富村、杏林村、兴旺村、玉丰村、苇子村、庆丰村、台屯村、青年村、群喜村和群力村。